# Mr. Iguana
Santiago Ibarra Calderón (Culiacán, Sinaloa, 20 de julio de 1988), conocido como Mr. Iguana, es un luchador profesional mexicano. Actualmente trabaja para las empresas Lucha Libre AAA Worldwide y WWE. 

## Primeros años
Santiago Ibarra Calderón nació el 20 de julio de 1988 en Culiacán, Sinaloa. Desde joven se interesó por la lucha libre profesional gracias a su abuelo, con quien veía funciones de AAA, experiencia que lo inspiró a convertirse en luchador. Cursó sus estudios universitarios y obtuvo el título de licenciado en Ciencias de la Comunicación, aunque al final, decidió dedicarse de lleno a la lucha libre profesional. Ibarra comenzó su entrenar en su natal Culiacán durante su etapa estudiantil, y pese a la falta de apoyo inicial por parte de sus padres, persistió en su meta.

## Carrera

### Circuito independiente (2009-2020)

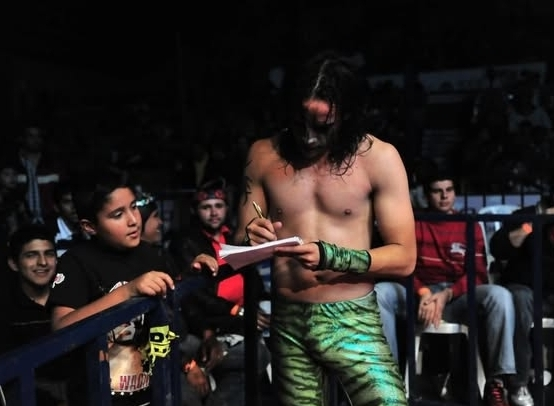
Mr Iguana joven en el circuito independiente, c. 2015.

Mr. Iguana debutó en 2009 dentro del circuito independiente mexicano. Durante sus primeros años de carrera probó distintos personajes e incluso fungió como luchador rudo (villano) en sus inicios, antes de dar con la identidad de «Mr. Iguana» que lo convertiría en un popular técnico. Su primera aparición en una empresa de alcance nacional ocurrió en 2015, cuando logró presentarse en el Consejo Mundial de Lucha Libre (CMLL). 
Entre 2018 y 2019, realizó apariciones para Combat Zone Wrestling (CZW) en Estados Unidos. En la promoción regiomontana KAOZ Lucha Libre, logró conquistar campeonatos en equipo: fue Campeón de Parejas de KAOZ (inaugural, junto a Fresero Jr.) y Campeón de Parejas Mixtas de KAOZ (junto a la luchadora Reina Dorada) durante su estancia en dicha liga independiente.

### Lucha Libre AAA Worldwide (2020-presente)
A inicios de 2020, firmó un contrató con Lucha Libre AAA Worldwide, empresa para la que ya había aparecido regularmente desde 2018, lo que implicó que que se mudara a Ciudad de México. Rápidamente se ganó el reconocimiento del público de la Caravana Estelar (AAA) gracias a su entretenida mezcla de comedia y habilidad aérea, destacando por su conexión con la afición y en especial con el público infantil.
En 2021 obtuvo la Copa Bardahl durante Triplemanía XXIX, un torneo en forma de batalla real en el que emergió vencedor, marcando su primer triunfo destacado en un magno evento de AAA. Tres años más tarde alcanzaría su primer título oficial en la empresa: el 8 de diciembre de 2024 conquistó el Campeonato Mundial de Parejas Mixtas de AAA junto a La Hiedra, al derrotar a la dupla internacional Decay (formada por Havok y Crazzy Steve de Impact Wrestling) en una función televisada en Monterrey.

### WWE (2025-presente)
En 2025, tras la adquisición formal de WWE de la compañía Lucha Libre AAA, fue anunciado como uno de los luchadores para el evento Worlds Collide, donde hizo equipo con Octagón Jr., y Aero Star para enfrentar a Latino World Order (Dragon Lee y Cruz del Toro) y Lince Dorado, a quienes derrotaron. Luego de su participación, atrajo la atención del público, y como resultado, fue invitado como espectador en Money in the Bank y en el siguiente episodio de Raw. Esa misma semana, debutó en las grabaciones de SmackDown del 1 de agosto, donde hizo equipo con Psycho Clown para retar a Los Garzas (Angel Garza y Berto Garza) a una lucha por los Campeonatos Mundiales en Parejas de AAA, en la que fueron derrotados. En el episodio de 19 de agosto de Raw, hizo su debut luchístico para la marca durante un combate por equipos, en el que se alió con Dragon Lee y se enfrentó a The Judgment Day (JD McDonagh y Finn Bálor), siendo derrotados.

## Estilo y personaje
Mr. Iguana se caracteriza por un estilo de lucha híbrido que combina lo cómico con la lucha aérea tradicional de los pesos ligeros. No utiliza máscara, a diferencia de muchos luchadores mexicanos, sino que pinta su rostro de color verde y negro, cubriendo incluso su cabeza rapada, lo que junto a su vestimenta (camisa y pantalón con diseños que simulan escamas) y unas gafas oscuras con reflejos verdosos le da una apariencia inconfundible sobre el ring. Sus presentaciones incluyen bromas y gestos cómicos, pero también despliega movimientos atléticos como lances suicidas (tope con giro) y llaves de repertorio aéreo. Uno de sus movimientos característicos es la «Iguanarana», una variante personal de la tradicional huracarrana, además de aplicar la llave de rendición Muta Lock (en homenaje a The Great Muta) entre sus técnicas finales.
La creación e inspiración de su personaje radica en su genuino gusto por los reptiles. Ha compartido que tomó la idea inicial del primigenio personaje de Rey Mysterio Jr. llamado «La Lagartija Verde» (interpretado por el propio Mysterio en sus comienzos) y de ahí surgió el concepto de un luchador con comportamientos semejantes a los de una iguana.
Un elemento central del personaje de Mr. Iguana es su mascota «Yezka», una iguana de peluche de color verde que lo acompaña en todo momento durante sus presentaciones. Mr. Iguana la porta en sus entradas, la «consulta» y habla con ella como si tuviera vida propia, y frecuentemente la utiliza dentro de la lucha para distraer a los contrincantes o incluso como arma improvisada.

## Campeonatos y logros
- Lucha Libre AAA Worldwide
  - Campeonato Mundial en Parejas Mixto de AAA (1 vez, actual) - con La Hiedra[20]
  - Copa Bardahl (2021) – ganador del torneo de batalla real en Triplemanía XXIX.

- KAOZ Lucha Libre
  - Campeonato de Parejas de KAOZ Lucha Libre (1 vez, campeón inaugural) – con Fresero Jr.
  - Campeonato de Parejas Mixtas de KAOZ Lucha Libre (1 vez) – con Reina Dorada.

- The Canna Pro Wrestling Show
  - Canna Pro Luchador Championship (2019) – 1 vez, título inaugural y último campeón.[21]